# Telenotícies
Telenotícies (abreujat com TN) és un informatiu de televisió que s'emet des del 16 de gener de 1984 a TV3. Posteriorment, també es van començar a emetre simultàniament al 3/24 i el TV3CAT. Depèn del servei d'informatius de Televisió de Catalunya.
Núria Solé presenta el Telenotícies comarques; Xavi Coral i Raquel Sans, el Telenotícies migdia; Toni Cruanyes, el Telenotícies vespre, i Ramon Pellicer i Cristina Riba, el Telenotícies cap de setmana.

## Història
Enric Calpena i Maria Gorgues van ser els primers presentadors del Telenotícies. Al llarg de la història del Telenotícies ha canviat d'imatge, plató i presentadors en diverses ocasions.
El 24 d'abril de 1989 va néixer el Telenotícies comarques (1994-2004 Telenotícies Catalunya), que s'incorporà a la resta de Telenotícies, amb la intenció de descentralitzar els informatius. Es van obrir les primeres delegacions de Televisió de Catalunya a Tarragona, Lleida i Girona i es va crear un equip propi a la redacció de Sant Joan Despí per donar cobertura específica a l'àrea de Barcelona. Formaven el primer equip Mariona Comellas (Barcelona), Xavier Bas (Tarragona), Ramon Rovira (Girona) i Josep Cabasés (Lleida). El 1990 Televisió de Catalunya va obrir una nova delegació per a la Vall d'Aran, des d'on es va començar a emetre una edició en aranès.
El maig del 2005 els informatius de Televisió de Catalunya van estrenar nou plató i imatge. Coincidint amb el trentè aniversari del primer informatiu de Televisió de Catalunya, el 2014 també es va renovar els Telenotícies i es va estrenar nou plató. Segons afirma TVC, el nou Telenotícies «serà una evolució, des del lideratge, de l'actual model d'èxit per modernitzar la seva imatge i posar la tecnologia actual al servei de la informació que requereixen els espectadors». D'aquesta manera, el Telenotícies vespre «incorporarà elements d'anàlisi i reflexió que ajudaran a interpretar l'actualitat, amb la presència d'experts i col·laboradors i amb entrevistes».
Durant la temporada 2021-2022, les diferents edicions del Telenotícies van liderar les franges d'emissió: el Telenotícies matí amb una mitjana de 59.000 espectadors i un 22,1% de quota; el Telenotícies comarques, amb una audiència mitjana de 279.000 espectadors i un 22,8% de quota; el Telenotícies migdia, amb una mitjana de 443.000 espectadors i un 28,7% de quota, i el Telenotícies vespre, amb 545.000 espectadors de mitjana i una quota del 25,0%. Els caps de setmana es repeteixen els lideratges: el Telenotícies cap de setmana migdia, amb una quota del 25,5% i una audiència mitjana de 401.000 espectadors, i el Telenotícies cap de setmana vespre, amb una quota del 22,3% i 472.000 espectadors de mitjana.

## Audiències
| Temporada   | Quota |
| ----------- | ----- |
| 2011 – 2012 | 19,9% |
| 2012 – 2013 | 19,8% |